# 송공 유
송자 유(宋子游, ? ~ 기원전 682년)은 중국 춘추 시대의 인물로, 제18대 송공이다. 성은 자(子), 휘 혹은 자는 유(游)이다. 사서에서 자유(子游)로 기록되는데, 이는 성명이 아니라 (송나라의) 공자 유의 의미다.
민공 10년(기원전 682년), 송 민공을 시해한 경 남궁만(南宮萬)에게 옹립되었다.
남궁만 세력이 소숙대심 · 송나라 공자들에게 반격을 당해 패퇴하면서, 자신도 반 남궁만 세력에게 도성에서 살해당했다.

## 가계
- 송 장공
  - 송 민공
  - 송 환공
  - 공자 유
  - 공자 성
  - 공자 조
  - 자중